# Théorie financière
La théorie financière a pour objectif d'expliquer comment fonctionnent les marchés boursiers et comment le prix et le taux de rentabilité des actifs financiers réels est évalué en fonction des risques systématiques.

## Chronologie
Les travaux de Bernoulli, Louis Bachelier et Fisher sont antérieurs à la constitution de la théorie financières et sont considérés come précurseurs.  Louis Bachelier travaille sur les probabilités et les mathématiques financières.
- théorie du portefeuille par Harry Markowitz (1952)[3],[4].
- théorie des marchés contingents par Keneth Arrow (1953) et Gérard Debreu (1959)[3]
- efficience informationnelle des marchés financiers de Paul Samuelson[3]
- Modèle d'évaluation des actifs financiers de William F. Sharpe (1964) et  John Lintner (1965)[3].
- Modèle Black-Scholes (1973).
- modèle d'évaluation par arbitrage (Ross, 1976)[3]
- Robert Shiller (1981) a mis en lumière les limites de la « théorie des marchés efficients », à l'époque dominante chez les économistes, par un article dans la Revue d'économie américaine, intitulé « La volatilité du prix des actions peut-elle être justifiée par des changements majeurs au niveau des dividendes ? »[5].

## Présentation
Elle résulte d'une part de la théorie économique (par exemple : le Triangle d'incompatibilité de Robert Mundell) et d'autre part des pratiques financières comme fondement de besoins et ressources dépassant les textes, produits et services existants en un moment T sur le marché. Ainsi le triptyque SLR (Sécurité, Liquidité, Rendement) est l'un des fondamentaux de la théorie financière lorsqu'elle s'intéresse aux acteurs et aux modes d'investissements des épargnants.
La théorie financière s'imprègne de la théorie économique, mais elle développe ses propres modèles à moins que certains postulats de la théorie économique s'avèrent du domaine de la théorie financière plus que de la théorie économique (Modèle Black-Scholes, Morton, par exemple...).
C'est sans doute dans la théorie financière que se trouvent les plus grands rapprochements entre macro et microéconomie, l'extrapolation des très nombreuses innovations financières de la décennie 1995-2005 fécondant l'analyse des théoriciens.
Ainsi, lors de crises financières internationales majeures impliquant des risques souverains à forte probabilité de répercussion sur les marchés (Amérique latine, Russie, et jusqu'aux Subprime américaines de 2007), la « communauté financière » a su inventer ou adapter son modèle économique en diluant un risque majeur comme source de gains élevés pour l'avenir !
La théorie financière, quoique distincte de la théorie  économique, en est proche ainsi que de la théorie monétaire, autre subdivision relativement autonome.